# Osuna Rodríguez
Osuna Rodríguez est l'une des quinze paroisses civiles de la municipalité de Libertador dans l'État de Mérida au Venezuela. Sa capitale est Mérida, chef-lieu de la municipalité et capitale de l'État.